# Uitlijnen (autotechniek)
Het uitlijnen van de wielen van een motorvoertuig is het proces waarbij afwijkingen in de wielstanden worden gecorrigeerd. Deze afwijkingen kunnen zijn ontstaan door het raken van een stoeprand, of door over een grote steen of een gat in de weg gereden te hebben.
Bij een auto met wielstandafwijkingen kunnen verschillende klachten voorkomen. De belangrijkste in verband met de koersstabiliteit zijn:
1. de auto trekt naar één kant
2. de auto stuurt zwaar
3. de auto stuurt te licht
4. de auto is niet koersvast (zigzag- of pendelkoers)